# Adolfo Venturi
Pour les articles homonymes, voir Venturi.
Adolfo Venturi (Modène, 4 septembre 1856 – Santa Margherita Ligure, 10 juin 1941) est un historien de l'art italien.

## Biographie
Adolfo Venturi est né à Modène en 1856. Après avoir fréquenté l'Académie des Beaux-Arts de Modène (1872) et étudié la comptabilité, il remporte en 1878 le concours d'inspecteur de la Galleria Estense de Modène, entamant ainsi une carrière d'historien de l'art. En 1888, il est chargé par le ministère de l'Éducation de dresser un catalogue des objets d'art de l'État à Rome.
Entre-temps, il a obtenu en 1890 une chaire et a occupé de 1901 à 1931 la première chaire d'histoire de l'art en Italie à l'université de Rome.
Fondateur de la discipline historico-artistique au niveau universitaire en Italie, son plus grand projet fut d'écrire la monumentale  histoire de l'art italien qu'il n'a pas terminé, s'arrêtant au XVIe siècle.
Il a également été le promoteur de la Reale Commissione Vinciana et membre national en 1926 de l' Académie des Lyncéens.
Ses trois plus grands disciples sont  Pietro Toesca, Roberto Longhi et Anna Maria Brizio.
L'Université de Rome « La Sapienza » a organisé en 2006 une importante  convention pour célébrer le 150e anniversaire de la naissance d'Adolfo Venturi.
Son fils, Lionello Venturi, (1885–1961), a enseigné l'histoire de l'art à l'université de Rome.

## Ouvrages
- Adolfo Venturi, Storia dell'arte italiana (1901-1938).
- Lionello Venturi (le fils), Histoire de la critique de l'Art (Storia della critica d'arte) (1936, trad. 1968).